# Wojciech Lisowski
Wojciech Lisowski (ur. 10 lutego 1992 w Stargardzie Szczecińskim) – polski piłkarz, występujący na pozycji obrońcy w Pogoni Szczecin. Były młodzieżowy reprezentant Polski.
Jest wychowankiem Piasta Chociwel, następnie grał w drużynach juniorskich Stali Szczecin i Legia Warszawa. W Ekstraklasie zadebiutował w barwach Piasta Gliwice, do którego był wypożyczony z Legii. Po odejściu z Piasta trafił do Pogoni Szczecin, skąd po roku przeszedł do występującej w I lidze Chojniczance Chojnice, w której spędził 4 sezony. Następnie kontynuował karierę w pierwszoligowych klubach GKS Katowice i Stal Mielec, z którą awansował do Ekstraklasy. Od sezonu 2021/2022 był zawodnikiem występującej w grupie 2 III ligi Pogoni II Szczecin, a od sezonu 2023/2024 ponownie jest zawodnikiem pierwszej drużyny Pogoni.